# Clive Harris

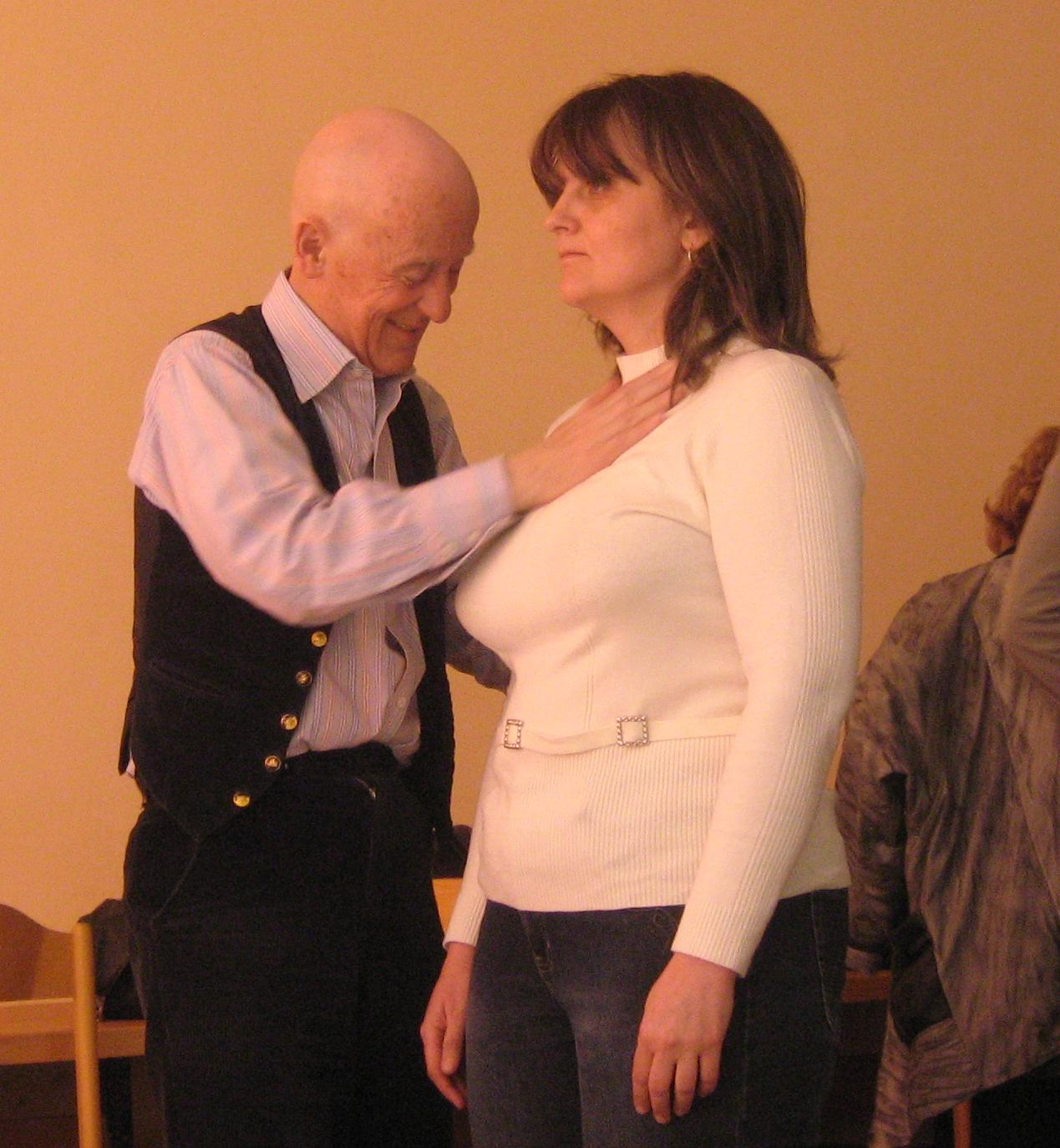
Clive Harris podczas pracy w Świnoujściu (kwiecień 2009)

Clive Harris (ur. 2 grudnia 1943 w Londynie,  zm. 17 września 2009) – znany w Polsce od lat 70. XX wieku uzdrowiciel, bioenergoterapeuta, założyciel poznańskiej Fundacji Clive'a Harrisa.
W niektórych źródłach prasowych podawane są informacje, jakoby Clive Harris był z pochodzenia Anglikiem, według innych pochodzi z Kanady, mieszkał w Afryce, gdzie prowadził klinikę medyczną. Harris nie udzielał wywiadów, w prasie można znaleźć  rozmowę z nim. Organizatorką spotkań z Harrisem była Anna Łożyńska. W czasie spotkań zbierane były dobrowolne ofiary na działalność fundacji.
Harris prowadził przez długi okres seanse uzdrowicielskie w polskich kościołach. W seansach tych wzięły udział miliony ludzi (według jednego ze źródeł było to 9 milionów ludzi). Gdy jednak Harris poinformował, że uzdrawia za pomocą duchów i że są to demony, zabroniono mu wstępu do kościołów. Aktywista antysektowy Robert Tekieli twierdzi, że Harris inicjował uczestników seansów w okultyzm i szacuje, że zainicjował w ten sposób trzy miliony Polaków, którzy – pełni zaufania – przychodzili do kościołów na jego seanse.
Egzorcyści katoliccy są obecnie całkowicie pewni tego, że dopuszczenie Harrisa do kościołów było wielkim błędem i lekkomyślnością, gdyż – według nich – korzystanie z zabiegów bioenergoterapetów jest praktykowaniem okultyzmu, co prowadzi do duchowych zniewoleń.
Motyw przyjmowania chorych przez uzdrowiciela o nazwisku Harris pojawił się w ostatnim odcinku serialu Dom, w serialu W labiryncie (odc. 38) oraz w filmie Rajski ptak.
Harrisowi poświęcono kilka publikacji naukowych.